# 彼得羅巴甫利夫卡區

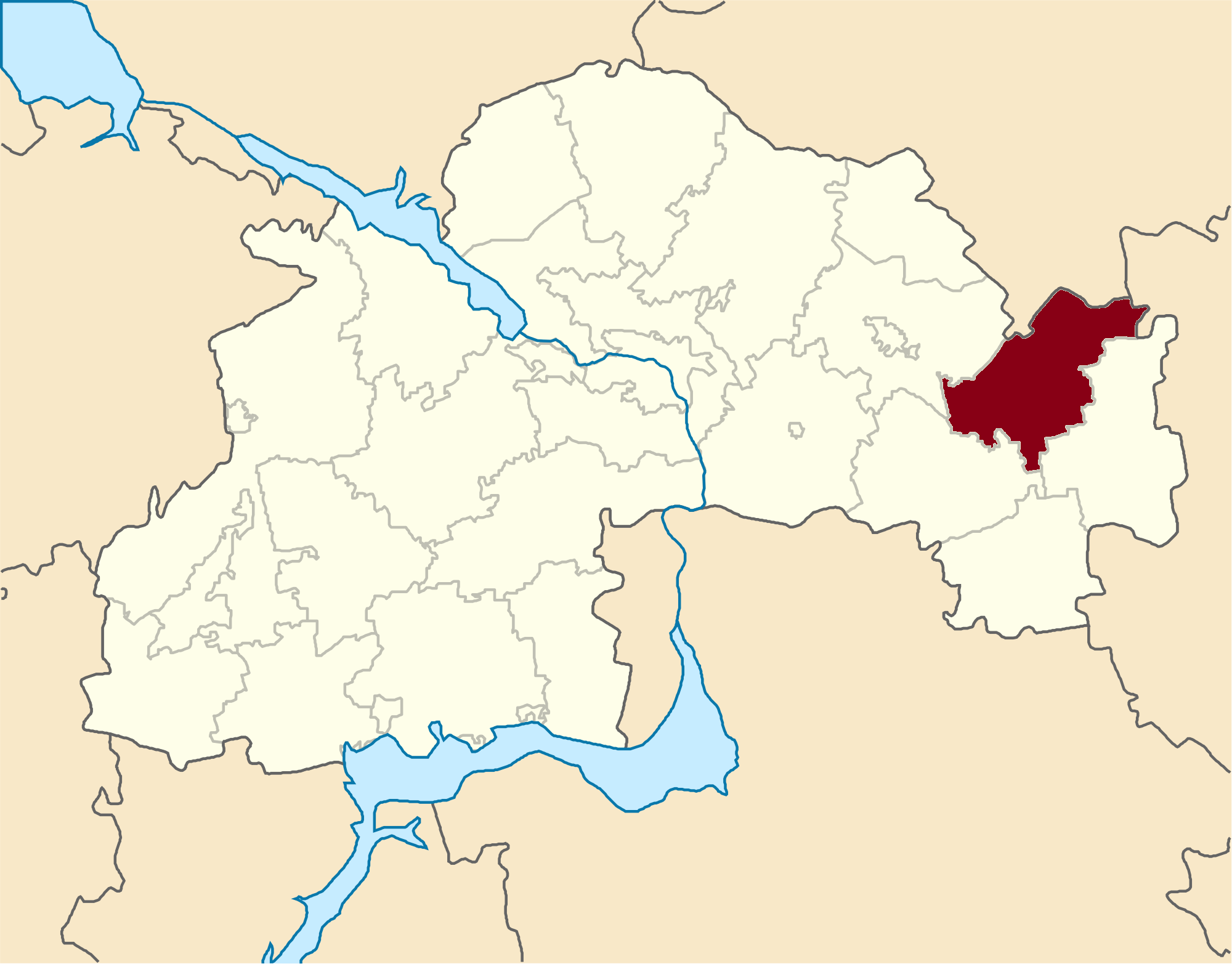

彼得羅巴甫利夫卡區（烏克蘭語：Петропавлівський район），曾是烏克蘭中部第聶伯羅彼得羅夫斯克州的一個區，行政中心設於彼得罗巴甫利夫卡，面積1,248平方公里，2013年人口27,892，人口密度每平方公里22.35人。
48°27′13″N 36°25′57″E / 48.45361°N 36.43250°E